# Вольное (Тарутинский район)
Вольное — село в Тарутинском районе Одесской области.
Согласно переписи, на 1 января 2008 года в Вольном проживало 1685 человек. Подавляющее большинство населения составляют болгары (90 %). Председатель сельского совета — Стоянов Виктор Васильевич.

## География
Село расположено на левом берегу реки Киргиж-Китай при впадении её притока Исерлия, на юго-западе Тарутинского района, в 30 км от районного центра, в 37 км от железнодорожной станции Березино и в 8 км от границы с Молдавией.
Ближайшие населённые пункты:
- Яровое (Тарутинский район)
- Ровное (Тарутинский район)
- Малоярославец Первый (Тарутинский район)
- Дмитровка (Болградский район)
- Новая Ивановка (Арцизский район).

## История
Село Вольное (до 1945 г.— Иссерлия, что означает каторга, рабство) основано в 1828 году на месте татарской стоянки поселившимися здесь молдавскими крестьянами и беглыми украинскими крепостными, а также румелийскими болгарами во время Русско-турецкой войны 1828—1829 гг. (на Балканах).

В селе была площадь (мигдан) и церковь. В 1871 г. земля в 5165 десятин была отдана жителям села в собственность. 

Дома были чамуровые и покрыты камышами. В них, как правило, было три комнаты: для жилья, для кухни и для встречи гостей.
В 1945 г. Указом ПВС УССР село Иссерлия переименовано в Вольное.

## Экономика
Основное направления сельского хозяйства — виноградарство, скотоводство, выращивание зерновых и технических культур.